# Allobates juami
Allobates juami Simões, Gagliardi-Urrutia, Rojas-Runjaic, and Castroviejo-Fisher, 2018) è un anfibio anuro appartenente alla famiglia degli Aromobatidi.

## Etimologia
L'epiteto specifico si riferisce alla foresta intorno al Juami River dove è stata scoperta la specie.

## Distribuzione e habitat
È endemica dello stato di Amazonas nel Brasile.